# Roberto Penna
Roberto Penna (Alessandria, 19 aprile 1886 – Solbiate, 17 giugno 1963) è stato un velocista italiano, specializzato nei 400 metri piani.
Nel 1908 prese parte ai Giochi olimpici di Londra, dove prese parte alla gara sul giro di pista che lo vide eliminato durante le fasi di qualificazione.

## Palmarès
| Anno | Manifestazione  | Sede   | Evento          | Risultato     | Prestazione | Note |
| ---- | --------------- | ------ | --------------- | ------------- | ----------- | ---- |
| 1908 | Giochi olimpici | Londra | 400 metri piani | elim. qualif. | 52"4 s      |      |